# 紫宅
《紫宅》是一部2011年上映的中国大陆悬疑惊悚片，由北京华瑞鑫艺国际文化传媒有限公司和上海大万文化传播有限公司出品，福建恒业影视策划有限公司和上海炫映影视传播有限公司发行。该片由香港著名摄影指导潘恒生担任导演，汪东城和佟丽娅领衔主演，讲述了饱受失眠困扰的女主人公在父亲死后，带着未婚夫回老家继承祖宅，在面对看似不怀好意的继母一家，以及遭遇自己未婚夫的前女友后，逐渐陷入了迷雾重重、险象环生的危局之中。
本片于2011年3月20日在江苏苏州的甪直古镇开机拍摄，同年4月20日杀青关机。2011年9月23日，影片在中国大陆正式公映。

## 人物角色
| 演員   | 角色   | 備註               |
| 汪東城 | 李毅   | 周彤的男朋友       |
| 佟麗婭 | 周彤   | 李毅的女友         |
| 肖雨雨 | 施雨   | 李毅的前女友       |
| 鍾凱   | 叶安   | 周彤繼母的弟弟     |
| 何晶晶 | 沈璐   | 周家的私人护理     |
| 唐文龍 | 藍染   | 周家園丁           |
| 佟晨潔 | 胡明   | 周彤父親的代表律師 |
| 徐玉蘭 | 葉玉婷 | 周彤繼母           |
| 謝君豪 | 沈陽   | 周彤的主治醫生     |

## 主題曲
汪東城-《替我》

## 票房
影片的首週三天票房為610萬元，最終票房為1041萬元。

## 外部連結
- 《紫宅》新浪專題 （页面存档备份，存于）